# Mistrzostwa Azji Zachodniej w lekkoatletyce
Mistrzostwa Azji Zachodniej w lekkoatletyce – zawody lekkoatletyczne organizowane w interwale dwuletnim począwszy od 2010 roku przez Stowarzyszenie Lekkoatletyczne Zachodniej Azji. 
W zawodach startują zawodnicy z Arabii Saudyjskiej, Bahrajnu, Iraku, Iranu, Jemenu, Jordanii, Kataru, Kuwejtu, Libanu, Omanu, Palestyny, Syrii oraz Zjednoczonych Emiratów Arabskich.

## Edycje
| Edycja | Gospodarz | Data           | Źródła |
| ------ | --------- | -------------- | ------ |
| 2010   | Aleppo    | 18–20 września | [ 2 ]  |
| 2012   | Dubaj     | 12–15 grudnia  | [ 3 ]  |